# Estación Colonia Castelli
Colonia Castelli es una estación de ferrocarril ubicada en la ciudad de Juan José Castelli, Departamento General Güemes, provincia del Chaco, Argentina

## Servicios
Era la estación terminal del Ramal C26 del Ferrocarril General Belgrano, este ramal partía desde la Estación Presidencia Roque Sáenz Peña. A 2013 se encuentra abandonada y sin operaciones.